# Mixedstafett vid världsmästerskapen i skidskytte 2011
Mixstafetten vid VM i skidskytte 2011 avgjordes den 3 mars 2011 i Chanty-Mansijsk, Ryssland kl. 12:30 svensk tid (CET). Detta var skidskyttarnas första tävling på världsmästerskapet. Distansen var 2 x 6 + 2 x 7,5 km. Först åkte damerna 2 varv var och sedan herrarna de sista två varven. Totalt åtta skjutningar, fyra liggande och fyra stående totalt. Varje åkare har fem ordinarie skott + tre extraskott på sig att skjuta serien med fem mål, om det fortfarande finns prickar kvar så blir det då straffrunda.
Guldmedaljörer blev Norge med ett lag bestående av Tora Berger, Ann Kristin Flatland, Ole Einar Bjørndalen och Tarjei Bø.

## Tidigare världsmästare
| År   | Ort             | Mästare   |
| ---- | --------------- | --------- |
| 2006 | Pokljuka        | Ryssland  |
| 2007 | Antholz         | Sverige   |
| 2008 | Östersund       | Tyskland  |
| 2009 | Pyeongchang     | Frankrike |
| 2010 | Chanty-Mansijsk | Tyskland  |

## Resultat
| Placering | Namn                                                             | Nation    | Tid       | Straffrundor + extraskott     |
| --------- | ---------------------------------------------------------------- | --------- | --------- | ----------------------------- |
| 1         | Tora Berger Ann Kristin Flatland Ole Einar Bjørndalen Tarjei Bø  | Norge     | 1:14.22.5 | 01 + 00 1 + 01 02 + 01 0 + 01 |
| 2         | Andrea Henkel Magdalena Neuner Arnd Peiffer Michael Greis        | Tyskland  | +22.9     | 02 + 00 + 00 1 + 02 02 + 01   |
| 3         | Marie Laure Brunet Marie Dorin Alexis Bœuf Martin Fourcade       | Frankrike | +1.16.2   | 02 + 00 + 03 0 + 01 0 + 00    |
| 4         | Helena Ekholm Anna Carin Zidek Björn Ferry Carl Johan Bergman    | Sverige   | +1.35.8   | 02 + 02 0 + 13 0 + 00 + 03    |
| 5         | Michela Ponza Katja Haller Christian De Lorenzi Lukas Hofer      | Italien   | +1.55.1   | 01 + 00 + 00 2 + 03 01 + 02   |
| 6         | Svetlana Sleptsova Olga Zajtseva Jevgenij Ustiugov Ivan Tjerezov | Ryssland  | +3.08.4   | 13 + 13 0 + 13 0 + 00 2 + 00  |